# Donovan Bailey
Donovan Bailey, kanadski atlet, * 16. december 1967, Manchester, Jamajka.
Bailey je nastopil na poletnih olimpijskih igrah v letih 1996 v Atlanti in 2000 v Sydneyju. Uspešnejši je bil na igrah leta 1996, ko je postal dvakratni olimpijski prvak v teku na 100 m in štafeti 4×100 m. Na svetovnih prvenstvih je osvojil naslov prvaka v štafeti 4x100 m v letih 1995 in 1997, v teku na 100 m pa naslov prvaka leta 1995 in podprvaka leta 1997. 27. julija 1996 je ob olimpijski zmagi postavil s časom 9,84 s nov svetovni rekord v teku na 100 m. Veljal je do junija 1999, ko ga je izboljšal Maurice Greene. Leta 2004 je bil sprejet v Kanadski športni hram slavnih.